# Радищево (Новоузенский район)
Ради́щево — посёлок в Новоузенском районе Саратовской области России. Административный центр Радищевского сельского поселения.

## География
Посёлок расположен в 7 километрах к западу от районного центра, на берегу реки Большой Узень.

## История
Посёлок был основан в ходе освоения целины комсомольцами из Ленинграда в 1954 году при организованном в октябре того же года совхозе им. Радищева. В память об этом событии в 1970 году в посёлке был установлен памятник «Основателям совхоза, труженикам целины».
В 1974 году за высокие производственные показатели коллектив совхоза им. Радищева был награждён орденом Красного Знамени. В настоящее время совхоз прекратил своё существование.

## Население
| 2002 | 2010  |
| ---- | ----- |
| 1556 | ↘1332 |

В посёлке проживает 1469 человек в 538 дворах.

## Инфраструктура
Все дворы газифицированы, в посёлок проведен телефон, водопровод. Из учреждений социальной и культурной сферы имеется дом культуры, средняя школа, детский сад, фельдшерско-акушерский пункт.
В посёлке имеется 8 магазинов, 1 ресторан.

## Памятники
В поселке находятся памятники В. И. Ленину, А. Н. Радищеву, «Основателям совхоза, труженикам целины».